# Raspail (Métro Paris)

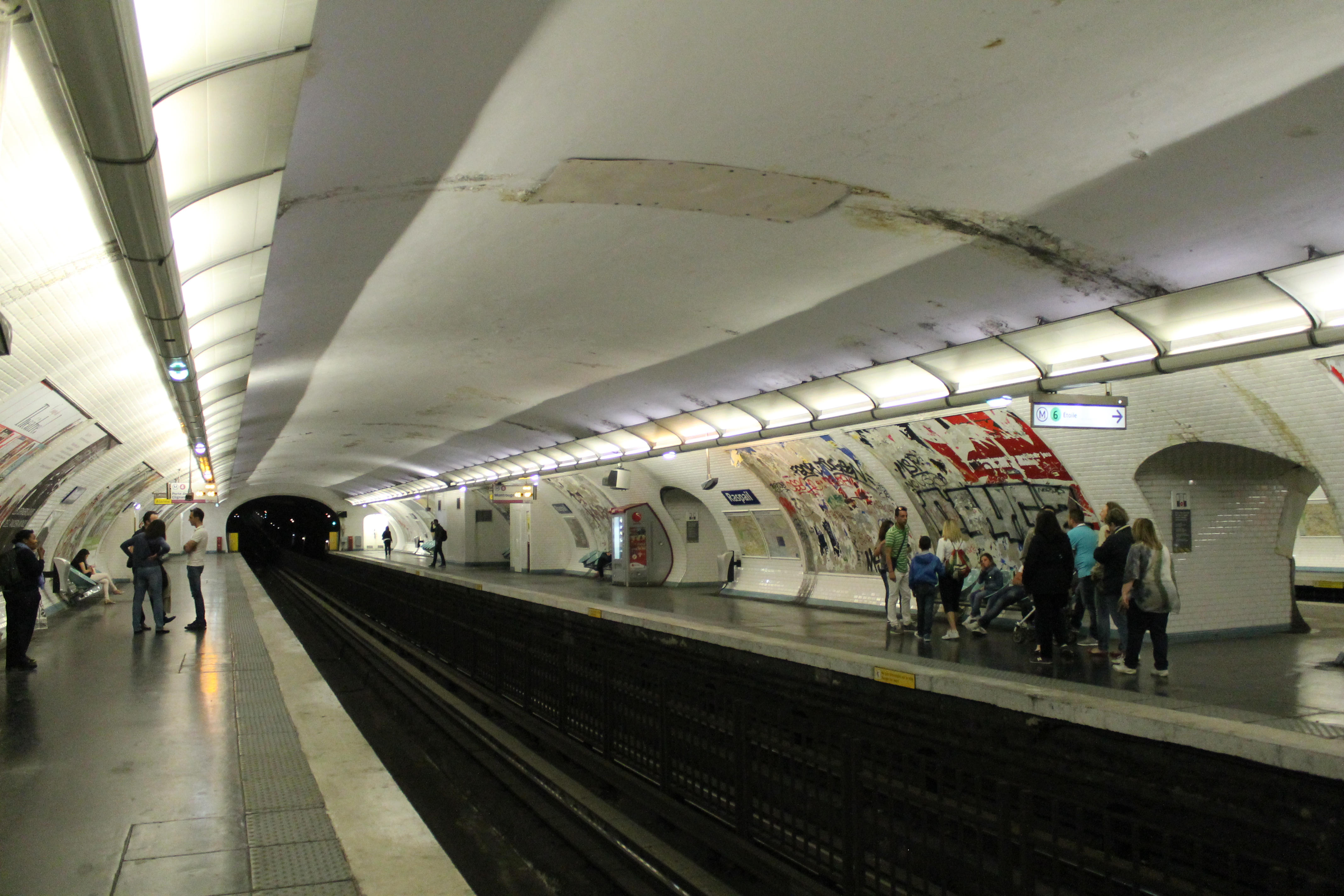
Station der Linie 4

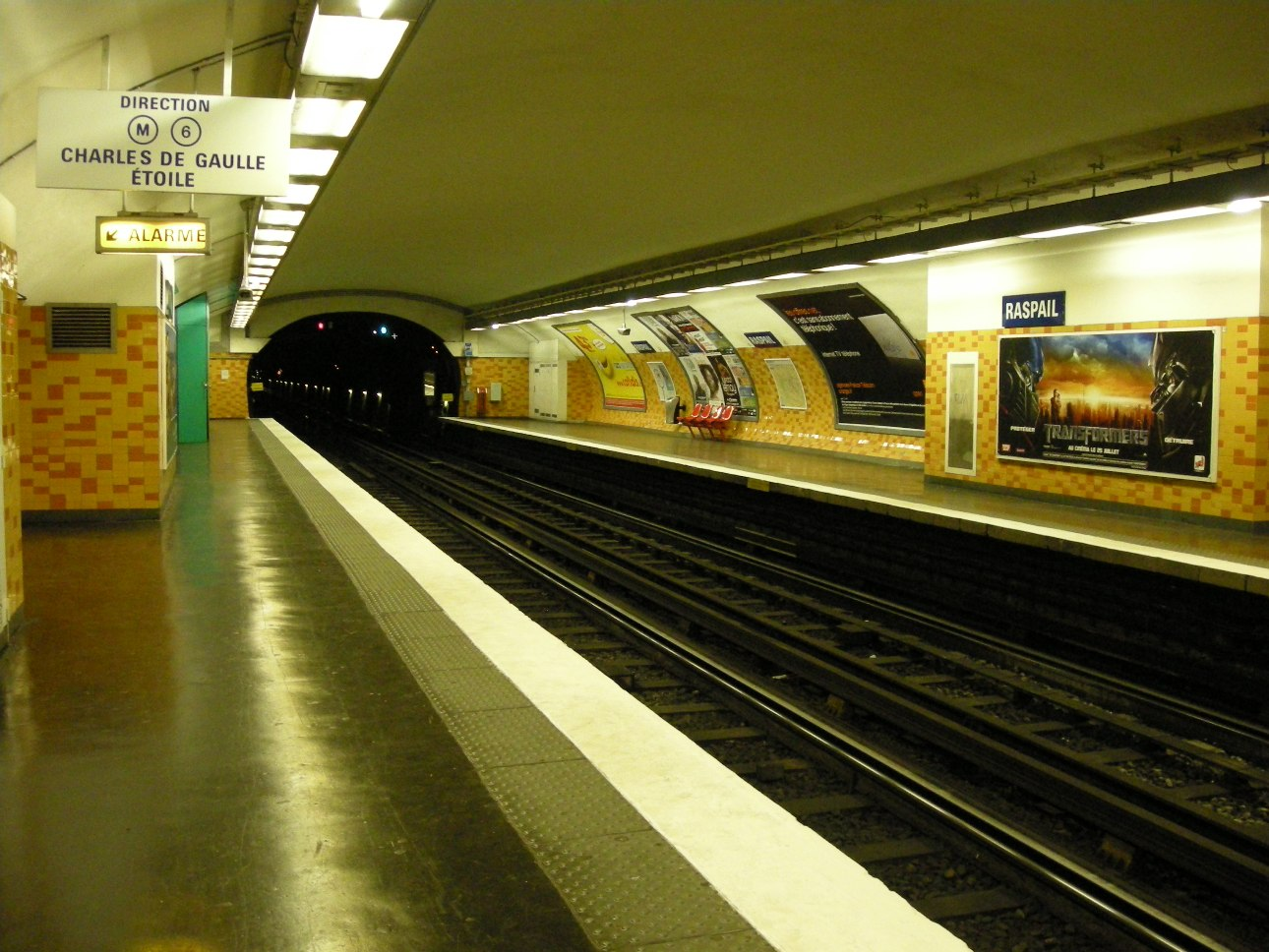
Station der Linie 6 mit orangen Wandfliesen, 2007

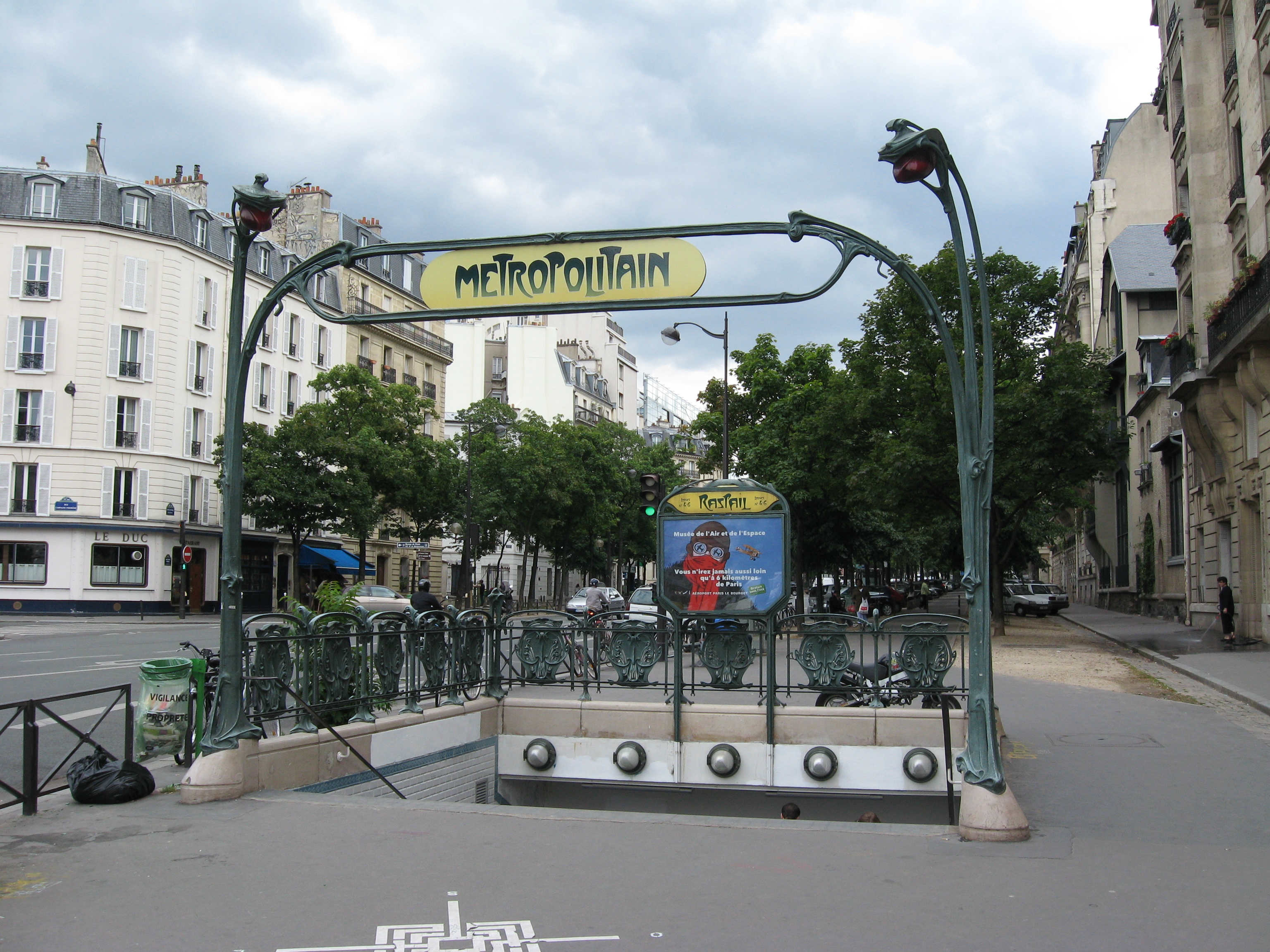
Zugang im Stil des Art nouveau

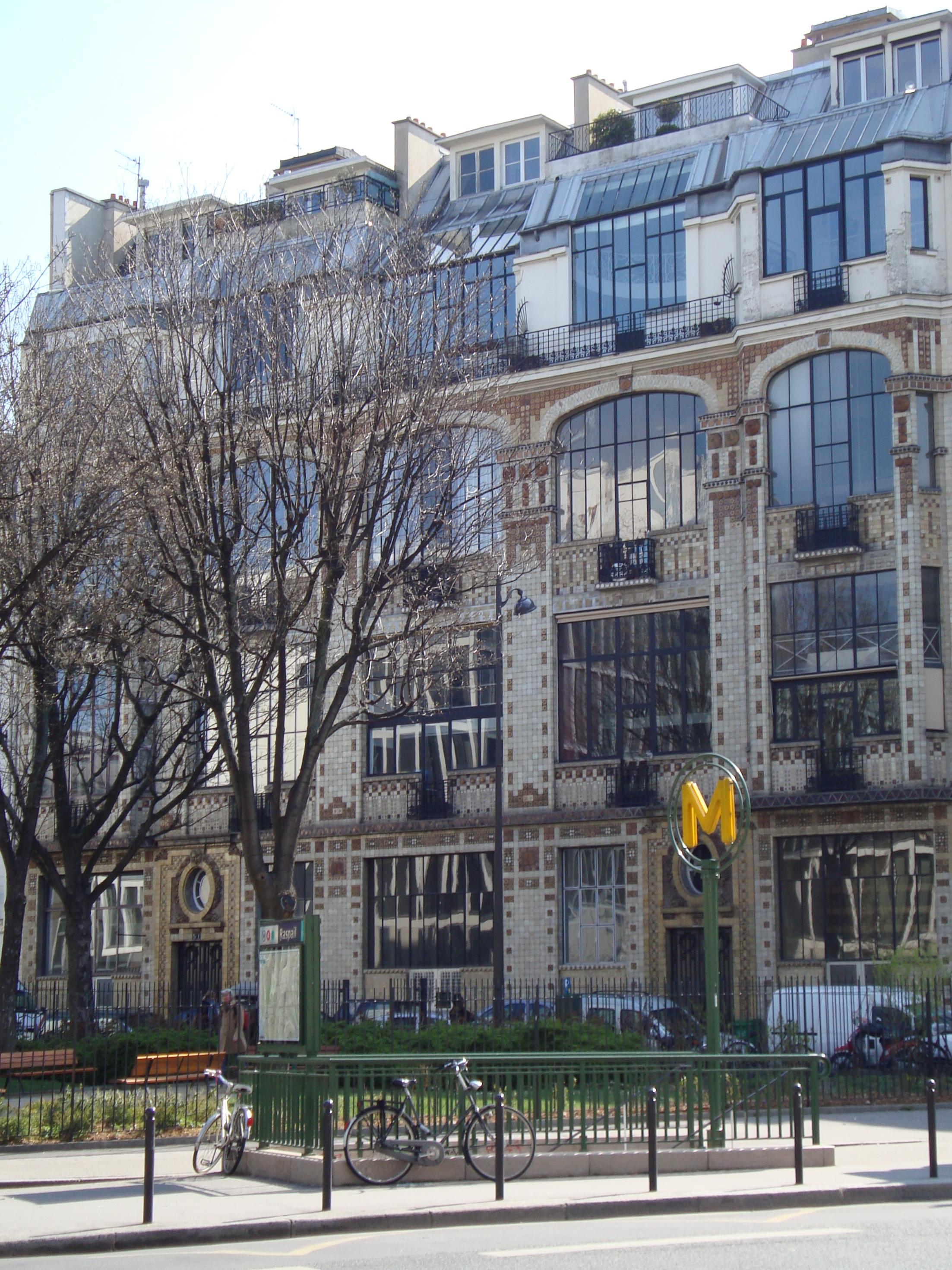
Durch ein gelbes „M“ gekennzeichneter Zugang an der Einmündung der Rue Campagne Premiere

Raspail [ʁaspaj] ist ein unterirdischer Umsteigebahnhof der Linien 4 und 6 der Pariser Métro.

## Lage
Der U-Bahnhof befindet sich im Quartier du Montparnasse des 14. Arrondissements von Paris. Die Stationen der beiden Linien liegen nebeneinander unter dem Boulevard Raspail südlich der Einmündung des Boulevard Edgar Quinet.

## Name
Namengebend ist der Boulevard Raspail. Der Chemiker François-Vincent Raspail (1794–1878) nahm an der verfassungsgebenden Versammlung von 1848 teil. Als Verfechter des allgemeinen Wahlrechts musste er 1849 nach Belgien emigrieren, wo er bis 1863 im Exil lebte. Nach seiner Rückkehr war er von 1876 bis zu seinem Tod Abgeordneter des Départements Bouches-du-Rhône in der Nationalversammlung.

## Geschichte
Die Station der heutigen Linie 6 wurde am 24. April 1906 in Betrieb genommen, als der damalige Abschnitt der Linie 2 Sud von Passy bis Place d’Italie eröffnet wurde. Am 14. Oktober 1907 wurde die bis dahin eigenständige Linie 2 Sud aufgegeben und zum südwestlichen Endabschnitt der Linie 5 (Étoile – Gare du Nord). Seit dem 6. Oktober 1942 verkehrt die Linie 6 an der Station, im Juli 1974 wurde diese Linie für den Verkehr mit luftbereiften Zügen umgebaut.
Am 30. Oktober 1909 wurde die Station der Linie 4 eröffnet. Die Linie bestand zunächst aus zwei räumlich voneinander getrennten Teilen, einem 1908 eröffneten Nordabschnitt und einem Abschnitt südlich der Seine. Letzterer verlief von Porte d’Orléans bis zur Station Raspail, die bis zum 9. Januar 1910 nördlicher Endpunkt der Linie war. An jenem Tag ging die Verlängerung bis Châtelet in Betrieb, die die beiden Abschnitte miteinander verband.
Im Jahr 2008 wurde der U-Bahnhof renoviert und erhielt anstelle der jahrzehntelang vorhandenen orangen Wandfliesen sein ursprüngliches weißes Dekor zurück.

## Beschreibung
Die beiden Stationen liegen auf gleicher Ebene parallel nebeneinander. Sie sind durch eine an mehreren Stellen durchbrochene Stützmauer voneinander getrennt, die Durchbrüche erlauben den direkten Wechsel zwischen den Bahnsteigen Richtung Süden der Linie 4 und Richtung Nordwesten der Linie 6.
Der Querschnitt der Stationen beschreibt jeweils eine Ellipse, deren Krümmung die Seitenwände folgen. Die Höhe am Scheitelpunkt des Deckengewölbes beträgt 5 m über der Schienenoberkante, die Seitenbahnsteige sind 4 m breit. Ihre Länge bei der Eröffnung betrug 75 m, Mitte der 1960er Jahre wurde die Station der Linie 4 auf 90 m verlängert und für den Verkehr mit luftbereiften Zügen angepasst. Südlich ihrer Station weist die Linie 6 einen einfachen Gleiswechsel auf.
In Höhe der Einmündungen des Boulevard Edgar Quinet und der Rue Campagne Premiere gibt es zwei Zugänge. Davon weist der westliche das von Hector Guimard entworfene Art-nouveau-Dekor auf, der östliche ist durch ein gelbes „M“ in einem Doppelkreis markiert. Ein weiterer Zugang am südlichen Stationsende ist dem Personal vorbehalten.

## Fahrzeuge
Auf der Linie 4 verkehrten bis 1928 5-Wagen-Züge aus zunächst drei zweimotorigen, später zwei viermotorigen Triebwagen und Beiwagen. Sie wurden durch Sprague-Thomson-Züge abgelöst, die in den Jahren 1966/67 sukzessive durch gummibereifte 6-Wagen-Züge der Baureihe MP 59 ersetzt wurden. Seit 2011 ist auf der Linie 4 die Baureihe MP 89 CC im Einsatz. Die Umstellung der Linie 4 auf fahrerlose Züge der Baureihen MP 89 CA, MP 05 und MP 14 hat am 12. September 2022 begonnen und soll bis Ende 2023 abgeschlossen sein.
Die heutige Linie 6 wurde ab ca. 1910 von Zügen der Bauart Sprague-Thomson befahren. Im Juli 1974 wurde die Linie auf gummibereifte Fahrzeuge umgestellt, seitdem verkehrt dort die Baureihe MP 73. Seit Januar 2023 wird auch die Baureihe MP 89 CC auf der Linie 6 eingesetzt.

## Umgebung

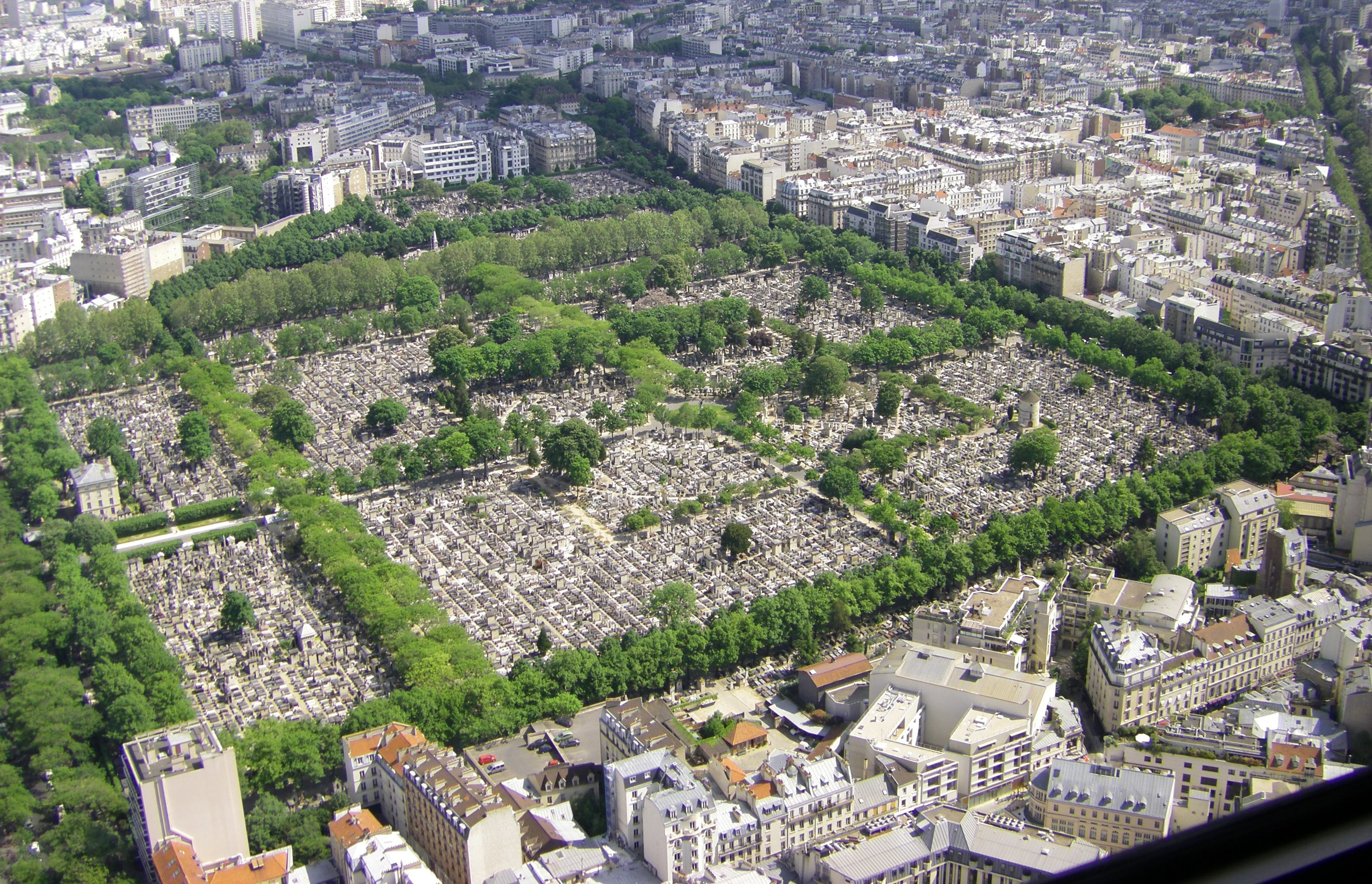
Cimetière Montparnasse

- Der Friedhof Cimetière Montparnasse, wo unter anderem Charles Baudelaire, Jean-Paul Sartre und Samuel Beckett beerdigt wurden, liegt in unmittelbarer Nähe
- Fondation Cartier pour l’Art Contemporain, Museum für zeitgenössische Kunst
- Architekturhochschule École Spéciale d’Architecture